# Sternalitz

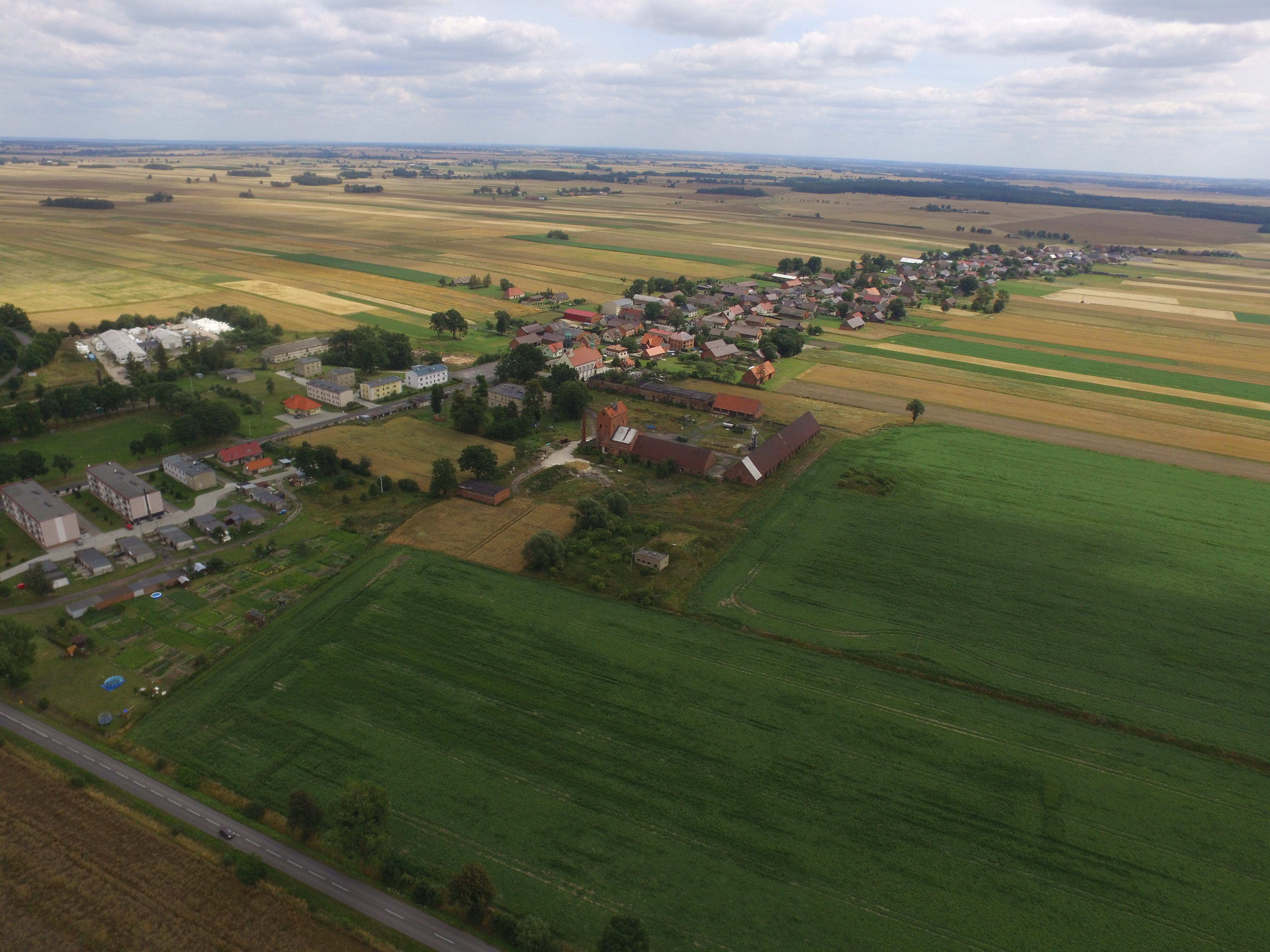
Sternalitz

Sternalitz, polnisch Sternalice ist eine rund 840 Einwohner zählende Ortschaft mit Schulzenamt in der zweisprachigen Landgemeinde Radlau / Radłów im Powiat Oleski in der Woiwodschaft Oppeln.

## Geografie
Sternalitz liegt im Nordosten der Woiwodschaft Oppeln, nordöstlich der Kreisstadt Olesno (Rosenberg O.S.) und im Norden Oberschlesiens.

## Geschichte
1614 wurde die katholische Matthäuskirche errichtet.
Am 1. September 1925 wurde die täglich verkehrende Postbuslinie zwischen Sternalitz und Rosenberg eröffnet. Sie wurde bis Januar 1945 betrieben. Zwischen dem 27. April 1936 und 1945 hieß der Ort Ammern O.S. Bis 1945 war Ammern Teil des Landkreises Rosenberg O.S.
1945 kam Ammern unter polnische Verwaltung und wurde in Sternalice umbenannt und an die Woiwodschaft Schlesien angeschlossen. Mit der Aufteilung der Woiwodschaft Schlesien in die Woiwodschaft Oppeln und Kattowitz kam der Ort zur Woiwodschaft Oppeln. Von 1975 bis 1998 lag Sternalitz in der Woiwodschaft Tschenstochau. 1999 kam der Ort nach der Auflösung der Woiwodschaft Tschenstochau wieder zur Woiwodschaft Oppeln und zum wiederhergestellten Powiat Oleski.
2006 wurde Sternalitz mitsamt der Gemeinde Radlau offiziell zweisprachig und im September 2008 wurden zweisprachige Ortsschilder aufgestellt.

### Einwohnerentwicklung
Die Einwohnerzahlen von Sternalitz nach dem jeweiligen Gebietsstand:
| Jahr | Einwohner |
| ---- | --------- |
| 1910 | 708       |
| 1925 | 940       |
| 1933 | 856       |
| 1939 | 2.593     |

## Sehenswürdigkeiten
- Die katholische Pfarrkirche St. Matthäus wurde 1614 erbaut und 1927 erweitert.[3]
- Sternalitz ist einer der wenigen Orte, in denen noch bis heute regelmäßig ein Osterreiten stattfindet.[4]